# Nebraska City
Pour les articles homonymes, voir Nebraska.
La ville américaine de Nebraska City est le siège du comté d'Otoe, dans l’État du Nebraska. Lors du recensement de 2010, elle comptait 7 289 habitants.

## Éducation
- Lourdes Central Catholic High School